# کلاینارل
کلاینارل (به آلمانی: Kleinarl) یک شهر در اتریش است که در ناحیه سنت یوهان ایم پونگاو واقع شده‌است. کلاینارل ۷۰٫۵ کیلومتر مربع مساحت دارد ۱٬۰۱۴ متر بالاتر از سطح دریا واقع شده‌است.